# Thonville
Thonville és un municipi francès situat al departament del Mosel·la i a la regió del Gran Est. L'any 2007 tenia 42 habitants.

## Demografia

### Població
El 2007 la població de fet de Thonville era de 42 persones. Hi havia 20 famílies, de les quals 8 eren unipersonals (4 homes vivint sols i 4 dones vivint soles), 8 parelles sense fills i 4 parelles amb fills.
La població ha evolucionat segons el següent gràfic:
Habitants censats

### Habitatges
El 2007 hi havia 21 habitatges, 19 eren l'habitatge principal de la família i 2 estaven desocupats. 19 eren cases i 2 eren apartaments. Dels 19 habitatges principals, 14 estaven ocupats pels seus propietaris, 4 estaven llogats i ocupats pels llogaters i 1 estava cedit a títol gratuït; 2 tenien tres cambres, 3 en tenien quatre i 14 en tenien cinc o més. 17 habitatges disposaven pel capbaix d'una plaça de pàrquing. A 8 habitatges hi havia un automòbil i a 9 n'hi havia dos o més.

### Piràmide de població
La piràmide de població per edats i sexe el 2009 era:
| Homes | Edats   | Dones |
| ----- | ------- | ----- |
| 0     | 95 o +  | 0     |
| 0     | 90 a 94 | 0     |
| 0     | 85 a 89 | 0     |
| 0     | 80 a 84 | 0     |
| 0     | 75 a 79 | 0     |
| 4     | 70 a 74 | 0     |
| 0     | 65 a 69 | 0     |
| 0     | 60 a 64 | 4     |
| 0     | 55 a 59 | 0     |
| 4     | 50 a 54 | 0     |
| 0     | 45 a 49 | 8     |
| 4     | 40 a 44 | 0     |
| 8     | 35 a 39 | 4     |
| 0     | 30 a 34 | 4     |
| 0     | 25 a 29 | 4     |
| 4     | 20 a 24 | 0     |
| 4     | 15 a 19 | 0     |
| 8     | 10 a 14 | 0     |
| 0     | 5 a 9   | 0     |
| 0     | 0 a 4   | 0     |

## Economia
El 2007 la població en edat de treballar era de 33 persones, 26 eren actives i 7 eren inactives. De les 26 persones actives 24 estaven ocupades (12 homes i 12 dones) i 2 estaven aturades (1 home i 1 dona). De les 7 persones inactives 3 estaven jubilades, 2 estaven estudiant i 2 estaven classificades com a «altres inactius».
Activitats econòmiques
L'únic establiment que hi havia el 2007 era d'una empresa d'hostatgeria i restauració.
L'únic servei als particulars que hi havia el 2009 era un restaurant.

## Poblacions més properes
El següent diagrama mostra les poblacions més properes.